# Czeszewo-Budy
Czeszewo-Budy (do 2018 Budy) – osada w Polsce, w województwie wielkopolskim, w powiecie wrzesińskim, w gminie Miłosław.
Do 2023 miejscowość była częścią wsi Czeszewo.
W latach 1975–1998 Budy administracyjnie należały do województwa poznańskiego.